# Станіслав Ян Яблоновський
Станіслав Ян Яблоновський гербу Прус ІІІ (пол. Stanisław Jan Jabłonowski, 3 квітня 1634  Яблунів або Люча — 3 квітня 1702, Львів) — польський державний і військовий діяч. Представник магнатського роду Яблоновських, батько Яна Станіслава Яблоновського, дід короля Станіслава Лещинського та прямий предок Андрея Шептицького.

## Біографія
Народився 3 квітня 1634 року в Яблунові (або в Лючі). Навчався у Краківському університеті, згодом — у Франції. Брав участь у воєнних діях проти козацьких військ під час національно-визвольної війни під проводом Богдана Хмельницького, війнах з Московською державою 1655 р., Швецією 1656 р.
З 1664 року — руський воєвода. Був у дружніх стосунках з Яном III Собеським, підтримував його політику. Учасник всіх великих битв, що відбулися на землях Речі Посполитої у другій половині 17 століття. Учасник польсько-козацької війни 1655 — 57 років та польсько-козацько-татарської війни 1667-71 років. В битві під Підгайцями командував польською піхотою та артилерією.
Як і Ян Собеський, добився від короля Франції пенсії за інформаційну службу та конкретну політичну діяльність на користь французького двору, що було близьким до терміну державна зрада.
Після постанови польського сейму про скасування козаччини в межах Польщі (1699 р.) видав наказ гетьманові й полковникам розпустити козаків, здати укріплені місця польській команді.
1673 р. керував загонами польської кінноти у битві під Хотином. 1675 року успішно очолював оборону замку Золочева під час нападу татар. 1676 р. був призначений гетьманом польним коронним, 1682 р. великим коронним гетьманом.
1683 р. відзначився у битвах під Віднем та під Парканами. У наступних роках брав участь у походах польського війська на Кам'янець-Подільський (1684 р.), у Буковину (1685 р.), Волощину (1686 р.).
Перед татарським нападом 11 лютого 1691 р. за його наказом було укріплене передмістя над тодішньою Млинівкою, головно коло т. зв. Мурованого мосту, але татари вдерлись з Клепарова.
1692 р. став краківським каштеляном. Того ж року заклав перший камінь нової фортеці Окопи Святої Трійці. 1694 р. командував польським військом, розгромивши татар під Устечком. Наступного року обороняв Львів від татарського нападу.

1698 р. імператор Священної Римської імперії Леопольд І надав титул князя. Після смерті Яна III Собеського намагався здобути польський престол, але згодом підтримав кандидатуру Авґуста II Сильного.
Спроваджував польських колоністів до Галичини.
Помер у Львові через те, що відкрилась рана, яку отримав у Данії. Був похований у сімейному склепі костелу єзуїтів міста. У 1728 р. найстарший син фундував виготовлення надгробку з написом (плита; лапідарна форма, опис його заслуг), який на початку XIX ст. Чорторийські забрали до Пулав і був знищений під час повстання 1830 р.

### Уряди (посади)
Стражник великий коронний (1660 р.), обозний великий коронний (1661 р.), воєвода руський (1664 р.), польний гетьман коронний (з 1676 р.), великий коронний гетьман (з 1682 р.), каштелян краківський (з 1692 р.). Староста барський, кам'янецький, жидачівський, серадзький, вінницький, сьвецький, корсунський, черський, білоцерківський, богуславський, буський, мендзижецький, мостиський, блонський, янівський, ніжинський.